# Mercedes-Benz E 280
Mercedes-Benz E 280 - автомобілі, що почали випускатися компанією Mercedes-Benz в 1993 році. Вироблялися в кузовах седан, лімузин, універсал. Існують такі покоління цієї моделі:
- Mercedes-Benz E 280 (V 124) (1993-1995);
- Mercedes-Benz E 280 (S 124) (1993-1996);
- Mercedes-Benz E 280 (W 124) (1993-1995);

Mercedes-Benz E 280 (W 210) (1995-1999);
- Mercedes-Benz E 280 (S 210) (1996-1999);
- Mercedes-Benz E 280 (S 210) (1999-2002);
- Mercedes-Benz E 280 (W 210) (1999-2002);
- Mercedes-Benz E 280 (W 211) (2004-2006);
- Mercedes-Benz E 280 (S 211) (2005-2006);
- Mercedes-Benz E 280 (S 211) (2006-2009);
- Mercedes-Benz E 280 (W 211) (2006-2009).

## Опис
Для E 280 на вибір доступні два 3.0-літрових шестициліндрових двигуна - бензиновий і дизельний. Трансмісія представлена шестиступінчастою МКПП або 7-ступінчастою АКПП. Бензиновий двигун, потужністю 231 к.с. і крутним моментом 300 Нм при 2500 об/хв., оснащений системою розподіленого вприскування палива. Прискорення до сотні відбувається за 7,3 с., а споживання палива в змішаному циклі становить 9,3 л/100 км. Дизельний двигун з турбонаддувом і системою безпосереднього вприскування палива витрачає 6,9 л/100 км (з МКПП). Розгін до сотні займає 8,6 с. Максимальна швидкість 250 км/год.

## Безпека
Mercedes-Benz E280 CDI 2007 року отримав 5-зірковий рейтинг водійського захисту в останньому звіті про безпеку використання автомобілів, що повідомляється щорічно Центром досліджень аварій в Університеті Монаш, рейтинги оцінюються за даними про реальні аварії, які повідомляються поліції в Австралії та Новій Зеландії. 

## Огляд моделі

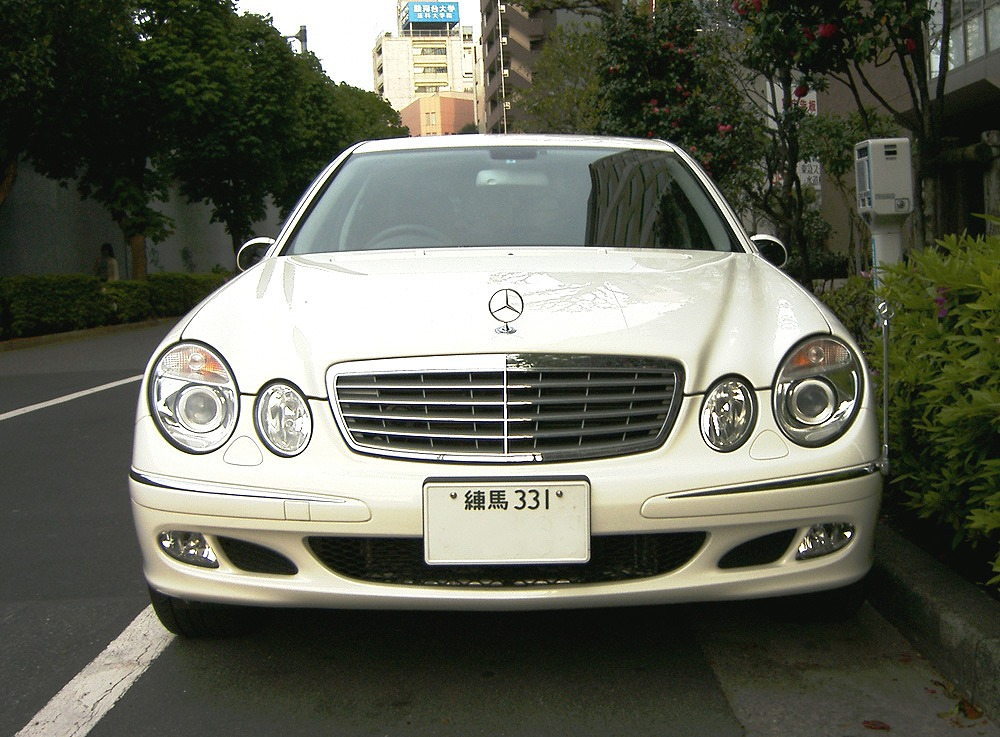
Mercedes-Benz E-Class E280 (W 211) front
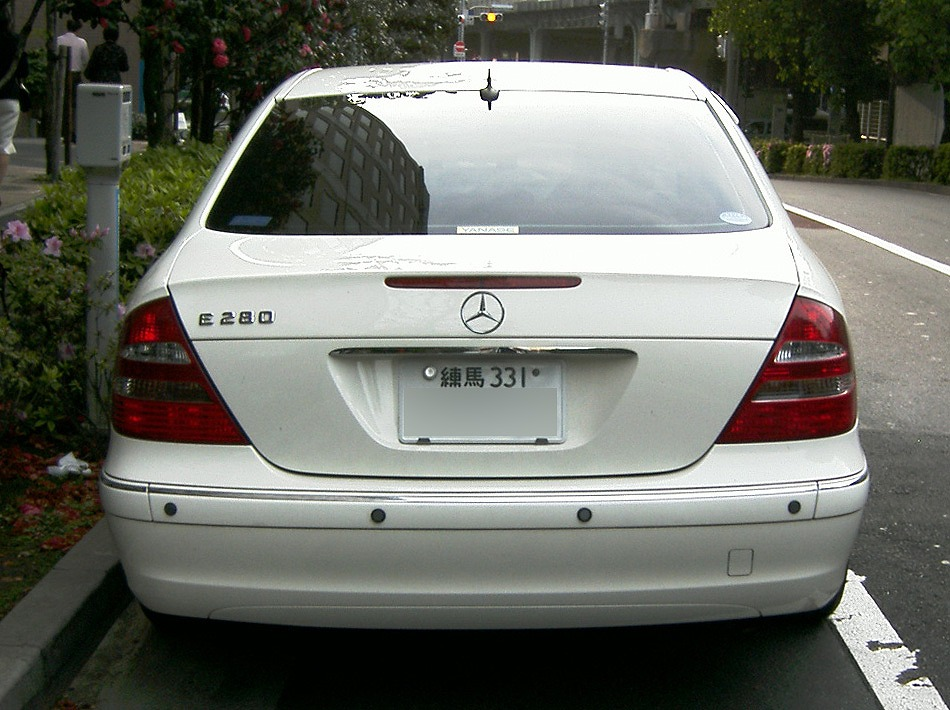
Mercedes-Benz E-Class E280 (W211) back
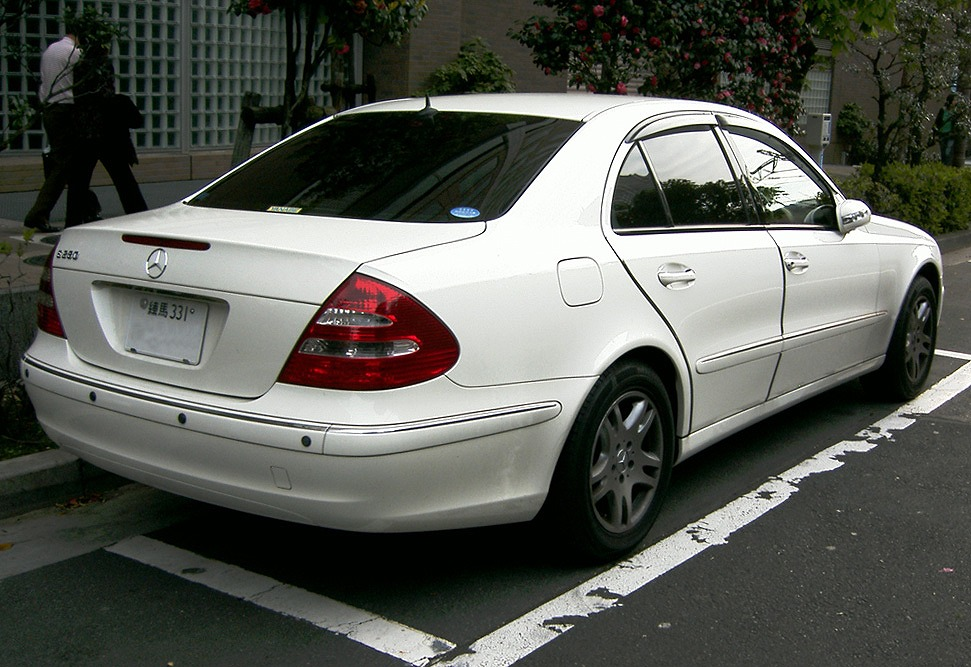
Mercedes-Benz E-Class E280 (W211) back